# Heart of Midlothian Football Club 2018-2019
Questa voce raccoglie le informazioni riguardanti l'Heart of Midlothian Football Club nelle competizioni ufficiali della stagione 2018-2019.

## Stagione
- In Scottish Premiership gli Hearts si classificano al 6º posto (51 punti), tra Hibernian e St. Johnstone.
- In Scottish Cup perdono la finale contro il Celtic (1-2).
- In Scottish League Cup sono eliminati in semifinale dal Celtic (0-3).

## Maglie e sponsor
| Casa | Trasferta | Terza divisa |

## Rosa
| N. |                             | Ruolo | Calciatore                  |
| -- | --------------------------- | ----- | --------------------------- |
| 1  | Rep. Ceca (bandiera)        | P     | Zdeněk Zlámal               |
| 2  | Irlanda del Nord (bandiera) | D     | Michael Smith               |
| 3  | Irlanda (bandiera)          | D     | Conor Shaughnessy           |
| 4  | Scozia (bandiera)           | D     | John Souttar                |
| 5  | Austria (bandiera)          | D     | Peter Haring                |
| 6  | Scozia (bandiera)           | C     | Christophe Berra (capitano) |
| 7  | Australia (bandiera)        | C     | Oliver Bozanic              |
| 8  | Inghilterra (bandiera)      | C     | Olly Lee                    |
| 9  | Inghilterra (bandiera)      | C     | Sean Clare                  |
| 10 | Camerun (bandiera)          | C     | Arnaud Djoum                |
| 11 | Inghilterra (bandiera)      | D     | Demetri Mitchell            |
| 12 | Danimarca (bandiera)        | C     | Danny Amankwaa              |
| 13 | Irlanda (bandiera)          | P     | Colin Doyle                 |
| 14 | Scozia (bandiera)           | A     | Steven Naismith             |

| N. |                             | Ruolo | Calciatore        |
| -- | --------------------------- | ----- | ----------------- |
| 15 | Scozia (bandiera)           | A     | Craig Wighton     |
| 16 | Irlanda del Nord (bandiera) | D     | Aaron Hughes      |
| 17 | Australia (bandiera)        | D     | Benjamin Garuccio |
| 18 | Scozia (bandiera)           | A     | Steven MacLean    |
| 19 | Inghilterra (bandiera)      | A     | Uche Ikpeazu      |
| 20 | Scozia (bandiera)           | C     | Harry Cochrane    |
| 21 | Scozia (bandiera)           | C     | Anthony McDonald  |
| 22 | Australia (bandiera)        | C     | Ryan Edwards      |
| 23 | Irlanda (bandiera)          | C     | Jake Mulraney     |
| 25 | Scozia (bandiera)           | D     | Jamie Brandon     |
| 26 | Canada (bandiera)           | D     | Marcus Godinho    |
| 28 | Rep. del Congo (bandiera)   | D     | Clévid Dikamona   |
| 31 | Irlanda del Nord (bandiera) | C     | Bobby Burns       |
| 32 | Rep. Ceca (bandiera)        | A     | David Vaněček     |